# Гозелець
Гозелець або Гозелец (словац. Hozelec) — село в Словаччині, Попрадському окрузі Пряшівського краю.
Вперше згадується у 1243 році.
В селі є садиба в стилі класицизму з початку 19 століття, у 20 столітті перебудована.

## Географія
Розташоване в північній Словаччині в Попрадській улоговині в долині Ґановського потока. Протікає Гозельський потік.

## Населення
| Рік:            | 1994. | 2004.    | 2014.   | 2024.   |
| --------------- | ----- | -------- | ------- | ------- |
| Кількість осіб: | 684   | 831      | 795     | 777     |
| Різниця:        |       | +21,49 % | -4,33 % | -2,26 % |

| Рік:            | 2023. | 2024.   |
| --------------- | ----- | ------- |
| Кількість осіб: | 787   | 777     |
| Різниця:        |       | -1,27 % |

В селі проживає 806 осіб.
Національний склад населення (за даними останнього перепису населення — 2001 року):
- словаки — 99,12 %,
- чехи — 0,25 %,

Склад населення за приналежністю до релігії станом на 2001 рік:
- римо-католики — 65,61 %,
- протестанти — 27,69 %,
- греко-католики — 0,63 %,
- не вважають себе віруючими або не належать до жодної вищезгаданої церкви- 5,34 %